# Il gergo dell'autenticità
Il gergo dell'autenticità (Jargon der Eigentlichkeit) è un'opera scritta da Theodor Adorno nel 1964.
Il nucleo originario dell'opera fu pubblicato due anni prima, nel 1962, sulla rivista Neue Rundschau. 
Lo scritto - che avrebbe dovuto fare parte della Dialettica negativa - venne poi ampliato da Adorno, ma a causa della sua eccessiva lunghezza e del suo specifico carattere sociolinguistico venne pubblicato come un'opera a sé.

## La critica a Martin Heidegger
Il gergo dell'autenticità criticato da Adorno è quella forma di linguaggio sorta dall'interpretazione di Essere e tempo (Sein und Zeit), opera scritta da Martin Heidegger nel 1927. Adorno denuncia gli effetti sociologici del linguaggio heideggeriano, analizzando dettagliatamente la terminologia filosofica di Essere e tempo e cogliendo in essa la connivenza ideologica di Heidegger con il potere durante gli anni del nazismo e nel dopoguerra, dopo la "svolta" (die Kehre) heideggeriana. 
Il linguaggio heideggeriano viene definito un gergo perché le immagini e le metafore adottate da Heidegger allo scopo di descrivere l'Essere rispecchiano ideologicamente una forma di vita sociale arcaica ed anacronistica come quella del mondo agrario, una società basata su un'economia protettivamente chiusa e destinata ad essere sorpassata dagli attuali mezzi di produzione. La metafisica di Heidegger si rivela quindi complementare al bisogno ontologico, ovvero ad un bisogno ideologico di stabilità e di sicurezza. 
Sulla base di questi assunti Adorno effettua una critica terminologica di alcuni concetti fondamentali di Essere e tempo, come la chiacchiera, la curiosità, l'angoscia e l'Essere-per-la-morte (Sein zum Tode).
Adorno rovescia la critica della cultura svolta da Heidegger in Essere e tempo. La condanna di Heidegger alla chiacchiera ed alla curiosità - due aspetti che caratterizzavano l'Esserci nello stato della sua quotidianità media - viene così interpretata da Adorno come un atto di violenza dell'identico sul non-identico e come un'apologia dell'ordine sociale esistente.
Anche i concetti dell'angoscia e di Essere-per-la-morte non vengono interpretati da Adorno dal punto di vista esistenziale e  metafisico, ma in un'ottica sociologica. Mentre l'angoscia corrisponde al timore della disoccupazione ed alla coscienza della superfluità dell'intellettuale borghese nel mondo contemporaneo, con il concetto di Essere-per-la-morte Heidegger sublima tale impotenza fino al suo limite più estremo. 
Il progetto ontologico di Essere e tempo - che cercava di determinare il senso dell'Essere - si capovolge così nel non-senso, nell'apologia del "cattivo esistente" che si manifesta attraverso il tautologico linguaggio heideggeriano. Adorno mostra infatti come l'apparente impersonalità e neutralità del linguaggio heideggeriano, esemplificati in uno dei termini chiave di Essere e tempo- l'autenticità - in realtà rispecchino un atteggiamento ideologico e discriminatorio che sulla base della sola forma logica isola ed esclude il momento del non-identico dalla continuità delle proposizioni.

## La critica alla teologia esistenzialista
Il linguaggio dell'ontologia heideggeriana secondo Adorno ha generato un gergo che si estende su tutti i livelli della società e della comunicazione; è per questa ragione che la polemica di Adorno ne Il gergo dell'autenticità non riguarda solamente Heidegger, ma anche altri filosofi quali Karl Jaspers e Otto Friedrich Bollnow, poeti come Rainer Maria Rilke e sociologi come Georg Simmel. 
Adorno fa riferimento soprattutto alla teologia esistenzialista di Martin Buber, che ne Il gergo dell'autenticità è oggetto di numerose critiche. Esse riguardano la concezione dell'intersoggettività e della relazione Io-tu proposta da Buber da un lato, l'interpretazione del nichilismo e del linguaggio proposte dalla filosofia della religione e dall'ontologia esistenziale dall'altro.